# Diplacina nana
Diplacina nana – gatunek ważki z rodziny ważkowatych (Libellulidae).